# Zábřeh
Zábřeh (in tedesco Hohenstadt) è una città della Repubblica Ceca facente parte del distretto di Šumperk, nella regione di Olomouc.
Qua nacque l'astronomo Milan Antal.